# Isenburg-Birstein

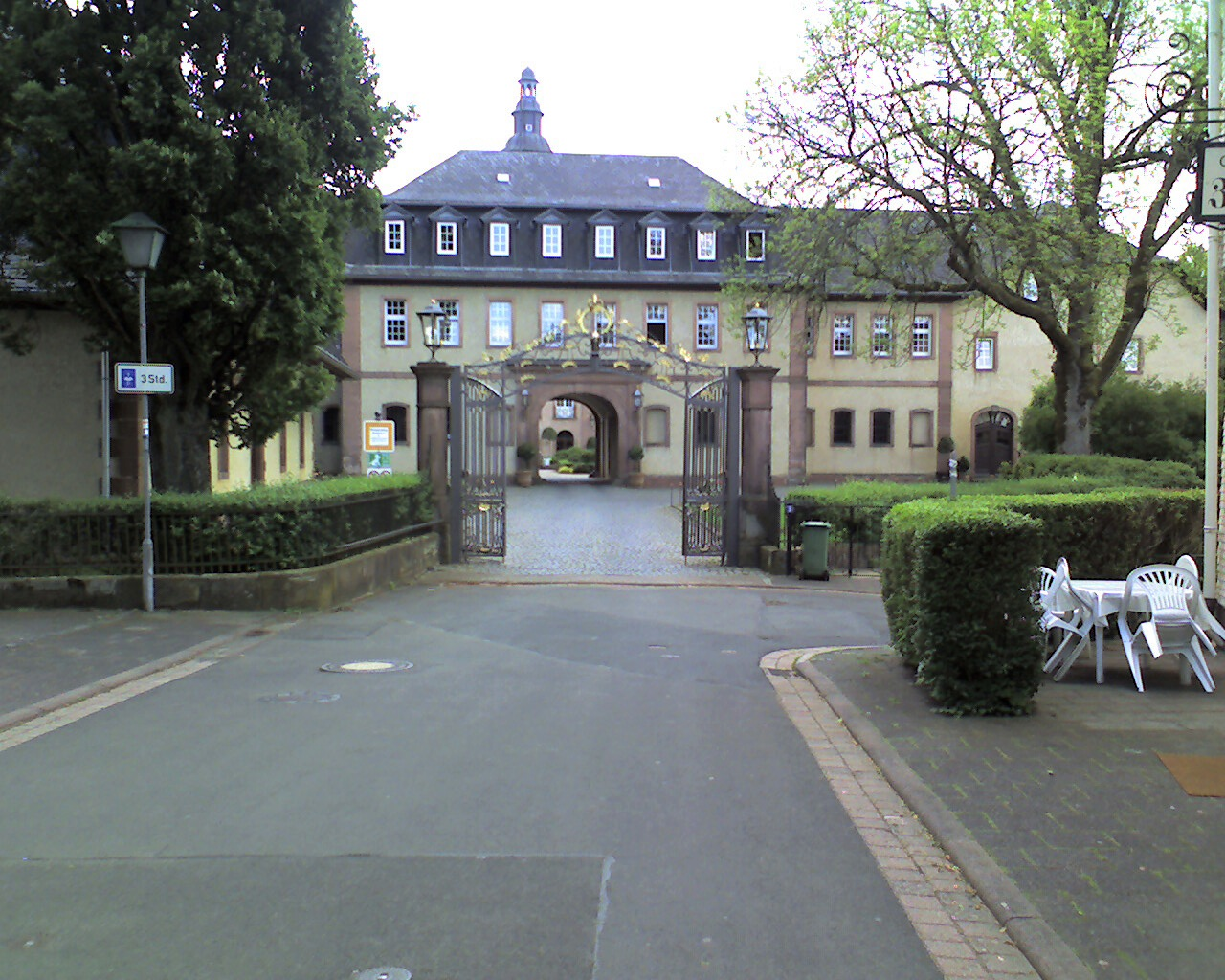
Castillo de Birstein.

Isenburg-Birstein era el nombre de dos estados históricos alemanes centrados en la ciudad de Birstein en el sudeste de Hesse, Alemania. El primer "Isenburg-Birstein" era un Condado creado como una partición de Isenburg-Büdingen-Birstein en 1628. Fue fusionado con Isenburg-Offenbach en 1664. El segundo "Isenburg-Birstein" era un Principado, creado como una partición de Isenburg-Offenbach en 1711. Fue renombrado como "Principado de Isenburg" en 1806.

## Condes de Isenburg-Birstein (1628-1664)
- Guillermo Otón (1628-1635)
- Cristián Mauricio (1635-1664) con...
- Wolfgang Ernesto II (1635-1641) con...
- Juan Luis (Conde de Isenburg-Offenbach) (1641-1664)

A Isenburg-Offenbach.

## Conde de Isenburg-Birstein (1711-1744)
- Wolfgang Ernesto I (1711-1754)

## Príncipes de Isenburg-Birstein (1744-1806)
- Wolfgang Ernseto I de Isenburg-Birstein (1711-1754)
- Wolfgang Ernesto II de Isenburg-Birstein (1754-1803)
- Carlos (Príncipe de Isenburg) (1803-1806)

Renombrado como Isenburg.
- Datos: Q2109897